# Harry Lundahl (fotbollsspelare)
Harry Sigurd Lundahl, född 16 oktober 1905 i Helsingborgs stadsförsamling, död 2 mars 1988 i Göteborg, var en svensk fotbollsspelare och sportjournalist.
Under fotbollskarriären gjorde han 14 landskamper (13 mål) och vann tillsammans med Hälsingborgs IF Allsvenskan säsongerna 1928/29 och 1929/30. Båda gångerna vann han dessutom skytteligan.

## Biografi

### Uppväxt
Lundahl föddes 1905 i Helsingborg som den yngste av två söner till muraren Herman Lundahl och hans hustru Agda Lundahl, född Landin. Familjen flyttade 1907 till Raus plantering i dåvarande Raus landskommun.
Lundahls fotbollsengagemang väcktes tidigt och redan som 12-åring var han en av grundarna av fotbollsklubben BK Drott 1917. Han började sin fotbollsbana som målvakt, då hans förebild var Sigge Lindberg. Han övertalades dock av sin far att istället satsa på att bli centerforward. Som en av få fotbollsspelare vid tiden tog Lundahl läroverksexamen efter studier på Hälsingborgs högre allmänna läroverk för gossar.

### Skyttekung i Hälsingborg
När Lundahl var spelande ordförande för BK Drott kontaktades han vid 22 års ålder av Hälsingborgs IF som erbjöd honom att spela för laget. Av sina kamrater i BK Drott fick han rådet att inte låta en sådan chans gå honom förbi och han gick därför över till HIF år 1927. Han efterträdde storskytten Otto Malm på centerpositionen men kom inte att göra någon besviken och vann redan 1928/29 den allsvenska skytteligan med 31 mål, den nästa högsta målsumman i allsvenskans historia. Prestationen bidrog i hög grad till att klubben samtidigt vann Allsvenskan. Dock kunde man inte kalla sig "Svenska mästare" då Allsvenskan inte fick SM-status förrän säsongen 1930/31.
Säsongen efter upprepade Lundahl bedriften att bli skyttekung genom sina 26 mål, när Hälsingborg åter vann Allsvenskan, och han blev därmed den förste spelaren att bli skyttekung två år i rad. Under dess år ingick han i en legendarisk 5-mannakedja bestående av Charles Brommesson som högerytter, Lille-Gunnar Olsson som högerinner, Lundahl som center, Albin Dahl som vänsterinner och Knut Kroon som vänsterytter. Samtliga fem spelade i landslaget och blev innehavare av Stora Grabbars Märke. Lundahl hade redan 1928 tagits ut till landslagsspel där han kom att spela 14 landskamper och bli uttagen i truppen till VM i fotboll 1934 (där det dock inte blev någon speltid).

### Dubbelarbetande journalist
Vid sidan om sin fotbollskarriär hade Lundahl även en karriär som journalist som påbörjades på Helsingborgs-Posten. Som redaktionschef hade han författaren Birger Sjöberg. Det var också huvudsakligen journalistyrket som fick honom att lämna HIF för IFK Eskilstuna 1931 då han erbjudits platsen som sportchef på Eskilstuna-Kuriren. Han stannade i Eskilstuna i fyra år och under sin tid i klubben hann han även med att spela allsvensk bandy. 
År 1935 blev Lundahl sportchef på tidningen Arbetet och flyttade därför till Malmö. Han fortsatte trots det sin parallella fotbollsbana, nu som tränare i Malmö BI. Han övertalades dock av Hälsingborgs IF:s legendariska ordförande Sven "Bill" Pettersson att göra comeback i laget, som nu hade halkat ner i andradivisionen. Tillsammans med ett antal andra veteraner lyckades han föra HIF tillbaka till Allsvenskan och han spelade även några allsvenska matcher för laget i början av säsongen 1938. Mellan 1924 och 1938 gjorde Lundahl totalt 179 ligamål. Samtidigt hade han också övertagit tränaruppdraget i Malmö FF, som han kom att träna fram till 1941. Under en period 1940–41 innehade han dessutom tjänsten som landslagstränare. År 1945 flyttade Lundahl till Göteborg där han började skriva för Handelstidningen som sportchef och krönikör under signaturen Harrison. Han stannade vid tidningen fram till sin pensionering. 
Harry Lundahls Väg i stadsdelen Kviberg i Göteborg är sedan 2002 uppkallad efter honom. Harry Lundahl avled 1988 och är begravd på S:t Eskils kyrkogård i Eskilstuna.

## Meriter
- Allsvenska segrar med Helsingborgs IF 1928/29 och 1929/30
- Allsvensk skyttekung 1928/29 och 1929/30
- Flest antal hat tricks i allsvenskan (22 stycken)
- Flest mål på straffar i rad i allsvenskan (50 stycken)
- Uttagen i truppen till VM i fotboll 1934 (reserv på hemmaplan)
- Stor Grabb i Svensk fotboll, 1931

### Webbkällor
- Knutsson, Knut (5 november 2007). "Centern med guld i skorna". Helsingborgs Dagblad. Läst 28 oktober 2009.
- Födelse- och dopbok för Helsingborgs Maria 1905
- Helsingb Maria, Församlingsbok, SE/LLA/13171/A II a/21 (1900-1907), s 1265
- Raus, Inflyttningsbok, SE/LLA/13305/B/5 (1905-1915), s 42